# Вели, Давина ван
Давина ван Вели (нидерл. Davina van Wely; 12 мая 1922, Гаага — 21 ноября 2004, Ларен) — нидерландская скрипачка и музыкальный педагог.
Училась в Амстердамском музыкальном лицее у Оскара Бака, затем в Париже у Лины Таллюэль и Джордже Энеску.
Известна, в большей степени, педагогической деятельностью: преподавала в амстердамской Консерватории имени Свелинка, а с 1969 г. в Гаагской консерватории. Среди её учеников, в частности, Косье Вейзенбек, Яап ван Зведен, Изабель ван Кёйлен и Марейн Симонс. В 1991 г. учредила национальный конкурс для юных скрипачей (от 14 до 18 лет), который проводится до сих пор и носит её имя. В 1984 г. награждена Премией Хогенбейла за заслуги в области академической музыки.